# Rohan Dennis
Rohan Dennis (ur. 28 maja 1990 w Ashford) – australijski kolarz torowy i szosowy, dwukrotny medalista olimpijski oraz wielokrotny medalista mistrzostw świata.

## Kariera
Pierwszy sukces w karierze Rohan Dennis osiągnął w 2006 roku, kiedy zdobył złoty medal mistrzostw świata U-23 w kolarstwie torowym w indywidualnej jeździe na czas. Rok później zdobył złoty medal mistrzostw świata juniorów w kolarstwie torowym w drużynowym wyścigu na dochodzenie. W kategorii elite pierwszy sukces osiągnął na mistrzostwach świata w Pruszkowie w 2009 roku, gdzie wspólnie z Jackiem Bobridge’em, Leigh Howardem i Cameronem Meyerem zdobył srebrny medal w drużynowym wyścigu na dochodzenie. Na mistrzostwach świata w Kopenhadze w 2010 roku i na rozgrywanych rok później mistrzostwach w Apeldoorn Dennis zdobywał złote medale w tej samej konkurencji (w pierwszym przypadku w drużynie wystąpili także Bobridge, Meyer i Michael Hepburn, a w 2011 roku Luke Durbridge, Bobridge i Hepburn). Ponadto w drużynowym wyścigu na dochodzenie podczas mistrzostw świata w Melbourne w 2012 roku razem z Bobridge’em, Hepburnem i Glennem O’Shea wywalczył kolejny srebrny medal.

## Najważniejsze osiągnięcia

### kolarstwo torowe
2009
- 2. miejsce w mistrzostwach świata (druż. wyścig na dochodzenie)

2010
- 1. miejsce w mistrzostwach Australii (druż. wyścig na dochodzenie)
- 2. miejsce w mistrzostwach Australii (ind. wyścig na dochodzenie)
- 1. miejsce w mistrzostwach świata (druż. wyścig na dochodzenie)

2011
- 1. miejsce w mistrzostwach Australii (druż. wyścig na dochodzenie)
- 2. miejsce w mistrzostwach Australii (ind. wyścig na dochodzenie)
- 1. miejsce w mistrzostwach świata (druż. wyścig na dochodzenie)

2012
- 2. miejsce w mistrzostwach świata (druż. wyścig na dochodzenie)

### kolarstwo szosowe
2010
- 3. miejsce w Thüringen Rundfahrt do lat 23
- 4. miejsce w Olympia’s Tour
- 1. miejsce w mistrzostwach Australii (do lat 23, jazda ind. na czas)

2012
- 1. miejsce w mistrzostwach Australii (do lat 23, start wspólny)
- 1. miejsce w mistrzostwach Australii (do lat 23, jazda ind. na czas)
- 1. miejsce w Thüringen Rundfahrt do lat 23
- 4. miejsce w Olympia’s Tour
- 5. miejsce w Tour Down Under
  -  1. miejsce w klasyfikacji górskiej
  -  1. miejsce w klasyfikacji młodzieżowej
- 2. miejsce w mistrzostwach Australii (jazda ind. na czas)
- 2. miejsce w mistrzostwach świata (do lat 23, jazda ind. na czas)

2013
- 2. miejsce w mistrzostwach Australii (jazda ind. na czas)
- 8. miejsce w Critérium du Dauphiné
  -  1. miejsce w klasyfikacji młodzieżowej
  - 2. miejsce na 4. etapie Critérium du Dauphiné
  - lider klasyfikacji generalnej po 4. etapie (przez jeden etap)
- 1. miejsce w Tour of Alberta
  - 1. miejsce na 3. etapie

2014
- 2. miejsce w Circuit de la Sarthe
- 2. miejsce w Tour of California
  - 1. miejsce na 3. etapie
- 1. miejsce w mistrzostwach świata (jazda druż. na czas)

2015
- 1. miejsce w Tour Down Under
  - 1. miejsce na 3. etapie
  -  1. miejsce w klasyfikacji młodzieżowej
- 1. miejsce na 1. etapie (jazda ind. na czas) Tour de France
- 1. miejsce w mistrzostwach świata (jazda druż. na czas)

2016
- 2. miejsce w Tour of California
  - 1. miejsce na 6. etapie (jazda ind. na czas)
- 5. miejsce w Rio de Janeiro na igrzyskach olimpijskich (jazda ind. na czas)
- 1. miejsce w mistrzostwach Australii (jazda ind. na czas)
- 1. miejsce na 2. etapie Eneco Tour (jazda ind. na czas)
- 2. miejsce w mistrzostwach świata (jazda druż. na czas)

2017
- 1. miejsce w mistrzostwach Australii (jazda ind. na czas)
- 6. miejsce w Tour Down Under
- 2. miejsce w Tirreno-Adriático
  - 1. miejsce na 7. etapie (jazda ind. na czas)
- 1. miejsce na 2. etapie Tour of the Alps
- 1. miejsce na 1. i 9. etapie Tour de Suisse (oba jazda ind. na czas)
- 2. miejsce w mistrzostwach świata (jazda druż. na czas)

2018
- 1. miejsce w mistrzostwach Australii (jazda ind. na czas)
- 1. miejsce na 4. etapie (jazda ind. na czas) Abu Dhabi Tour
- 1. miejsce na 7. etapie (jazda ind. na czas) Tirreno-Adriático
- 1. miejsce na 16. etapie (jazda ind. na czas) Giro d’Italia
- 1. miejsce na 1. i 16. etapie (jazda ind. na czas) Vuelta a España
- 3. miejsce w mistrzostwach świata (jazda druż. na czas)
- 1. miejsce w mistrzostwach świata (jazda ind. na czas)

2019
- 2. miejsce w Tour de Suisse
  - 1. miejsce na 1. etapie (jazda ind. na czas)
- 1. miejsce w mistrzostwach świata (jazda ind. na czas)

2021
- 1. miejsce na 2. etapie Volta Ciclista a Catalunya
- 1. miejsce w prologu Tour de Romandie
- 3. miejsce w igrzyskach olimpijskich (jazda ind. na czas)

2022
- 1. miejsce w mistrzostwach Australii (jazda ind. na czas)

2023
- 1. miejsce na 2. etapie Tour Down Under

## Rankingi

### kolarstwo szosowe
| Rok              | 2010 | 2011 | 2012 | 2013 | 2014 | 2015 | 2016 | 2017 | 2018 | 2019 | 2020 | 2021 | 2022 | 2023 |
| ---------------- | ---- | ---- | ---- | ---- | ---- | ---- | ---- | ---- | ---- | ---- | ---- | ---- | ---- | ---- |
| UCI World Tour   |      |      |      | 110. | 142. | 38.  | 143. | 45.  | 46.  |      |      |      |      |      |
| World Ranking    |      |      |      |      |      |      | 78.  | 50.  | 41.  | 49.  | 72.  | 132. | 243. | 385. |
| UCI Europe Tour  | 405. | 747. | 42.  |      |      |      | 183. | 246. | -    |      |      |      |      |      |
| UCI Asia Tour    | -    | -    | -    |      |      |      | 82.  | -    | -    |      |      |      |      |      |
| UCI America Tour | -    | -    | -    |      |      |      | 7.   | -    | -    |      |      |      |      |      |
| UCI Oceania Tour | 44.  | -    | -    |      |      |      | 42.  | 30.  | 29.  | 4.   | 6.   | 8.   | 19.  | 26.  |
|                  |      |      |      |      |      |      |      |      |      |      |      |      |      |      |
| Źródło: UCI      |      |      |      |      |      |      |      |      |      |      |      |      |      |      |